# Pararge erebina
Pararge erebina är en fjärilsart som beskrevs av Butler 1883. Pararge erebina ingår i släktet Pararge och familjen praktfjärilar. Inga underarter finns listade i Catalogue of Life.